# Racine (Ohio)
Racine è un villaggio degli Stati Uniti d'America, situato nello stato dell'Ohio, nella contea di Meigs.